# Kévin Afougou
Kévin Afougou (Aubergenville, 26 gennaio 1990) è un calciatore francese, difensore del Thonon Évian.

## Carriera
Ha giocato nella seconda divisione francese.

## Statistiche

### Presenze e reti nei club
Statistiche aggiornate al 15 novembre 2021.
| Stagione            | Squadra              | Campionato          | Campionato | Campionato | Coppe nazionali | Coppe nazionali | Coppe nazionali | Coppe continentali | Coppe continentali | Coppe continentali | Altre coppe | Altre coppe | Altre coppe | Totale | Totale |
| Stagione            | Squadra              | Comp                | Pres       | Reti       | Comp            | Pres            | Reti            | Comp               | Pres               | Reti               | Comp        | Pres        | Reti        | Pres   | Reti   |
| ------------------- | -------------------- | ------------------- | ---------- | ---------- | --------------- | --------------- | --------------- | ------------------ | ------------------ | ------------------ | ----------- | ----------- | ----------- | ------ | ------ |
| 2010-2011           | Paris FC             | N                   | 33         | 0          | CF              | 1               | 0               |                    | -                  | -                  |             | -           | -           | 34     | 0      |
| 2011-2012           | Paris FC             | N                   | 31         | 0          | CF              | 1               | 0               |                    | -                  | -                  |             | -           | -           | 32     | 0      |
| Totale Paris FC     | Totale Paris FC      | Totale Paris FC     | 64         | 0          |                 | 2               | 0               |                    | -                  | -                  |             | -           | -           | 66     | 0      |
| 2012-2013           | Châteauroux          | L2                  | 22         | 0          | CF+CdL          | 2+1             | 1+0             |                    | -                  | -                  |             | -           | -           | 25     | 1      |
| 2013-2014           | Châteauroux          | L2                  | 21         | 0          | CF+CdL          | 0               | 0               |                    | -                  | -                  |             | -           | -           | 21     | 0      |
| Totale Châteauroux  | Totale Châteauroux   | Totale Châteauroux  | 43         | 0          |                 | 3               | 1               |                    | -                  | -                  |             | -           | -           | 46     | 1      |
| gen.-lug. 2015      | Orléans              | L2                  | 11         | 0          |                 | -               | -               |                    | -                  | -                  |             | -           | -           | 11     | 0      |
| 2015-2016           | Laval                | L2                  | 16         | 2          | CF+CdL          | 1+2             | 0               |                    | -                  | -                  |             | -           | -           | 19     | 2      |
| 2016-2017           | Laval                | L2                  | 34         | 1          | CF+CdL          | 2+3             | 1+0             |                    | -                  | -                  |             | -           | -           | 39     | 2      |
| Totale Laval        | Totale Laval         | Totale Laval        | 50         | 3          |                 | 8               | 1               |                    | -                  | -                  |             | -           | -           | 58     | 4      |
| dic. 2018-2019      | Boulogne-Billancourt | N2                  | 6          | 1          |                 | -               | -               |                    | -                  | -                  |             | -           | -           | 6      | 1      |
| 2019-2020           | Thonon Évian         | R1                  | ?          | ?          | CF              | 1               | 0               |                    | -                  | -                  |             | -           | -           | 1      | 0      |
| 2020-2021           | Thonon Évian         | N3                  | 4          | 0          | CF              | 1               | 0               |                    | -                  | -                  |             | -           | -           | 5      | 0      |
| 2021-2022           | Thonon Évian         | N3                  | 3          | 0          |                 | -               | -               |                    | -                  | -                  |             | -           | -           | 3      | 0      |
| Totale Thonon Évian | Totale Thonon Évian  | Totale Thonon Évian | 7+         | 0+         |                 | 2               | 0               |                    | -                  | -                  |             | -           | -           | 9+     | 0+     |
| Totale carriera     | Totale carriera      | Totale carriera     | 181+       | 4+         |                 | 15              | 2               |                    | -                  | -                  |             | -           | -           | 196+   | 6+     |